# Santander (Filipinas)
Santander es el municipio más meridional de la provincia filipina de Cebú. Cuenta con una población de 15.924 personas según el censo de 2007.
En el sur de Santander, hay una serie de puertos que cuentan con servicios de embarcaciones que comunican con la provincia de Negros Oriental, y específicamente, con los municipios de Sibulan, y Amlan.

## Barangayes
Santander se subdivide administrativamente en 10 barangayes, barrios o distritos.
- Bunlan
- Cabutongan
- Candamiang
- Liloan
- Lip-tong
- Looc
- Pasil
- Población
- Talisay
- Canlumacad

- Datos: Q316386
- Multimedia: Santander, Cebu / Q316386

1. ↑  Worldpostalcodes.org, código postal n.º 6026.